# Cavill
A Cavill 425-901 és 425-902 pályaszámú járművek a Ganz gyárak által kifejlesztett kísérleti villamos motorkocsik voltak.

## Története
A Magyar Királyi Államvasutak először 1936-ban adott ki ajánlati felhívást a Budapest-Hegyeshalom, illetve a jövőben villamosítandó vasútvonalakon közlekedő villamos motorkocsik beszerzésére. A pályázat akkor eredménytelenül zárult. Az 50 Hz-frekvenciával villamosított vonalakra akkor még csak a Kandó-rendszerű fázisváltós járművek jöhettek volna szóba. Ilyen járművek csak nagy átmérőjű vontatómotorral épülhettek, melyek alkalmazása motorkocsikban nem volt célszerű. A helyzet 1941-re  megváltozott, ekkor a MÁV két darab, kétforgóvázas motorkocsit rendelt meg a Ganz és Társa-Danubius Villamossági-, Gép-, Waggon- és Hajógyár Rt.-től. Két motorkocsi tervezett pályaszáma V.mot. 425-901 és 425-902, illetve rövidesen BCav 425-901 és 425-902 volt. Az egyik motorkocsit folyamatos peridósváltós (frekvenciaátalakítós), rövidrezárt, háromfázisú aszinkron vontatómotoros hajtással tervezték ellátni, míg a másik példányba a Siemens cég által gyártott, a 16 2/3 Hz-cel villamosított vasútvonalakon általánosan alkalmazott fokozatkapcsolós, kommutátoros egyenáramú vontatómotoros hajtást terveztek beépíteni. Az előbbi példány a tervek szerint 660 LE (485 kW) órás, illetve 600 LE (441 kW) állandó teljesítmény, az utóbbi 550 LE (405 kW) órás, illetve 500 LE (368 kW) állandó teljesítmény kifejtésére lett volna képes. A motorkocsik legnagyobb sebessége a beépített fogaskerék-áttételtől függően 90, 125 vagy 150 km/h lett volna. A motorkocsik homlokát áramvonalas kialakításúra tervezték. A második világháború alatt a Ganz gyárat ért légitámadás következtében az addig elkészült elkészült villamos berendezések nagyrészt megsemmisültek és a járműszerkezeti részek is megsérültek.
A motorkocsik elkészítésének gondolata 1949-ben merült fel újra, ekkor azonban már Ward Leonard-rendszerű forgóátalakítós, egyenáramú vontatómotoros hajtással. A MÁV ekkoriban nem volt érdekelt a motorkocsik beszerzésében, mivel a háború elmúltával a vontatójármű-beszerzések terén jóval sürgősebb feladatai is voltak, másrészt a Ward Leonard-rendszert sem tartotta ekkor már motorkocsik számára korszerű megoldásnak. Ennek ellenére a Kohó- és Gépipari Minisztérium kérésére az exportlehetőségekre tekintettel mégis megrendelt két motorkocsit. Az 1949-ben megkötött szerződést 1950-ben felbontották, így a Ganz Villamossági Gyár végül 1951-ben kapta meg a két motorkocsira szóló megrendelést. A villamos berendezést az ekkor már Klement Gottwald Villamossági Gyár nevet viselő vállalat készítette. A háborúban megsérült kocsiszekrényeket a módosított villamos berendezések miatt nem lehetett felhasználni, ezért a két új kocsiszekrény (mely méreteiben és elrendezésében az előbbiekkel) Ganz-tervek alapján végül a Dunakeszi Vagongyárban készült. A járműszerkezeti rész nagyrészt megegyezett a második világháború alatt a Ganzban készült konstrukcióval.
A Cavill 425-901 és 425-902 pályaszámot viselő motorkocsik közül az első 1955. augusztusára, a második 1955. december végére készült el. A sorozatjelük – összhangban a többi személyszállító jármű jelölésének módosításával – rövidesen Bavill-re módosult. A motorkocsikba kétféle fogaskerékáttételt lehetett beépíteni. Egy motorkocsi 90 km/h legnagyobb sebességgel két darab Cak sorozatú négytengelyes személykocsit vontathatott, míg a 150 km/h sebességet csak egyedül futó motorkocsival tervezték elérni.
Első sikeres próbaútját Budapest és Győr között tette meg két négytengelyes személykocsit vontatva, 90 km/h sebességgel. 
Az elkészült motorkocsikkal több próbamenetet végeztek, azonban sorozatos hibák (kontaktorhibák, különféle zárlatok) miatt huzamosabb ideig nem voltak üzemben. A hibák kijavítása, illetve a hibák miatt szükséges átalakítások hónapokig, néha évekig húzódtak. A rossz üzemkészség miatt közforgalomban még próbaüzem keretében sem vettek részt és a MÁV sem vette át az akkorra már konstrukciósan is elavult motorkocsikat. A motorkocsikkal végzett kísérletek az 1960-as évek közepéig tartottak.
Ez egyik motorkocsi kocsiszekrényét utóbb a Ganz éveken át műhelykocsiként használta.

## Felépítése
A 2'Bo' tengelyelrendezésű, 660 LE (486 kW) órás teljesítményű motorkocsiban 56 másodosztályú ülőhely és egy 2 tonna raktömegű poggyásztér volt.